# بلال السعيداني
بلال السعيداني لاعب كرة قدم تونسي، يلعب كلاعب وسط.

## روابط خارجية
- بلال السعيداني على موقع قاعدة بيانات كرة القدم.إي يو (الإنجليزية)
- بلال السعيداني على موقع ناشيونال فوتبول تيمز (الإنجليزية)
- بلال السعيداني على موقع Soccerway.com (الإنجليزية)